# مملكة المجر (1000–1301)
ظهرت مملكة المجر (بالمجرية: Árpád-kor) في أوروبا الوسطى عند تتويج إسطفان الأول، أمير المجر الأكبر، بلقب الملك عام 1000 أو 1001. وقد عمل الأمير إسطفان على تعزيز السلطة المركزية إذ أجبر رعاياه على اعتناق الديانة المسيحية. وعلى الرغم من أن جميع المصادر المكتوبة تؤكد فقط على الدور الذي قام به الفرسان ورجال الدين الألمان والإيطاليين في هذه العملية، فإن جزءًا كبيرًا من المفردات الهنغارية الخاصة بالزراعة والدين والقانون قد اشتُقَّت من اللغات السلافية. فالحروب الأهلية والانتفاضات الوثنية، جنباً إلى جنب مع محاولات من قِبَل الأباطرة الرومان المقدسين لتوسيع سلطتهم على المجر، قد عرَّضت النظام الملكي الجديد للتهديد والخطر. وقد استقرت الملكية خلال عهدي لازلو الأول (1077-1095) وكالمان (1095-1116). وقد احتل هؤلاء الحُكَّام كل من كرواتيا ودالماسيا بدعم مجموعات من السكان المحليين. احتفظت كلتا المملكتين بالحكم الذاتي على مناطقهما. أما خلفاء لازلو وكولومان، وخاصة بيلا الثاني (1131-1141) وبيلا الثالث (1176-1196) وأندراس الثاني (1205-1235) وبيلا الرابع (1235-1270)، فقد واصلوا العمل على سياسة التَّوسُّع هذه نحو شبه جزيرة البلقان والأراضي الواقعة شرق جبال كاربات، الأمر الذي حوَّل مملكتهم إلى واحدة من القوى الكبرى في أوروبا في القرون الوسطى.
فالمجر الغنية بالأراضي غير المزروعة إلى جانب الفضة والذهب والملح، أصبحت المقصد المُفضَّل لدى المستعمرين الألمان والإيطاليين والفرنسيين بشكل أساسي. كان معظم هؤلاء المهاجرين من الفلاحين الذين استقروا في القرى إلى جانب قدوم الحرفيين والتجار الذين استقروا في المدن داخل المملكة. كان لوصولهم دور رئيسي في تشكيل نمط الحياة والعادات والثقافة الحضرية في مملكة المجر في القرون الوسطى. ساعد موقع المملكة عند مفترق طُرق التجارة الدولية عملية التعايش بين عدة ثقافات مختلفة. تُظهر المباني الرومانية والقوطية الخاصة بنمط عصر النهضة إلى جانب الأعمال الأدبية المكتوبة باللغة اللاتينية الطابع الكاثوليكي المتفوق، ولكن عاشت أيضًا مجتمعات من الأقليات العرقية الأرثوذكسية بل وحتى الأقليات العرقية غير المسيحية ضمن المملكة. اعتُبرت اللغة اللاتينية اللغة الرسمية باعتبارها لغة التشريع والإدارة والقضاء، لكن «التعددية اللغوية» ساهمت أيضًا في الإبقاء على العديد من اللغات الأخرى بما في ذلك مجموعة كبيرة ومتنوعة من اللهجات السلافية.
أكدت هيمنة الملكيات المَلَكية في البداية على دور السيادية البارزة، ولكن عزل الأراضي الملكية قد أدَّى إلى ظهور مجموعة من أصحاب الأراضي التي عُرفت باسم «الخدم الملكيين». وقد قامت هذه المجموعة بإجبار أندراس الثاني على إصدار المرسوم الذهبي لعام 1222، «أحد الأمثلة الأولى على وضع قيود دستورية لسلطات ملك أوروبي» (فرانسيس فوكوياما). تلقَّت المملكة ضربة كبيرة جراء الغزو المغولي لأوروبا في عام 1241–42. وبعد ذلك، استقرت مجموعتان من شعبي الكومان وياشز في الأراضي المنخفضة الوسطى، ووصل أيضًا المستعمرون من مورافيا وبولندا وبلدان أخرى مجاورة. وقد أدَّى قيام الملوك ببناء الحصون، التي شجَّعوا عليها بعد انسحاب المغول، إلى تنمية «مقاطعات» شبه مستقلة يُسيطر عليها الأوليغارك (حكومة القِلة) الأقوياء. حتى أن بعض هؤلاء الأوليغارك قد جابهوا حكومة أندراس الثالث (1290-1301)، آخر نسل ذكر من سلالة أرباد الأصلية. ثم أعقب وفاته فترة من الفوضى السياسية. ولم تجر إعادة تأسيس السلطة المركزية إلا في أوائل القرن العشرين.

## الخلفية
شنَّ المجريون، أو المجر، غارات على حوض الكاربات في بداية القرنين التاسع والعاشر. وقد وجدوا هناك قسمًا من السكان من الناطقين باللغات السلافية. من وطنهم الجديد، شنُّوا غارات ضد مملكة الفرنجة الشرقية وإيطاليا إلى جانب مناطق أخرى من أوروبا. وقد توقفت غاراتهم على يد أوتو الأول، الإمبراطور الروماني المقدس المستقبلي، الذي هزمهم في معركة ليشفيلد في عام 955.
عاش المجريون ضمن شبكة من العلاقات الاجتماعية المُقربة والتي نُظِّمت في عشائر التي شكَّلت فيما بعد نظام القبيلة. وكان الاتحاد القبلي تحت زعامة الأمير الكبير، الذي يكون فردًا من سلالة أرباد، وهو زعيم المجر في فترة «الاستيلاء على الأراضي». وصف المؤلفون المعاصرون شعب المجر بأنهم مجموعة من الرُّحل، ولكن ابن رسته وآخرون أضافوا فيما بعد بأنهم يعملون في زراعة الأراضي الصالحة للزراعة أيضًا. ويُثبت العدد الكبير من الاستعارات اللغوية من اللغات السلافية بأن المجريين قد تبنَّوا تقنيات جديدة وأسلوب حياة أكثر استقرارًا في أوروبا الوسطى. ينعكس التعايش بين شعب المجر والمجموعات العرقية المحلية في تجمعات «ثقافة بيجيلو بردو» التي ظهرت في منتصف القرن العاشر.
على الرغم من أنهم كانوا من الوثنيين، إلا أن المجريين قد أظهروا موقفًا متسامحًا تجاه كل من المسيحيين واليهود والمسلمين. فقد حققت الكنيسة البيزنطية أولى النجاحات في عملية التبشير بين زعمائهم: إذ عُمِّد كل من الزعيم هوركا عام 948، والزعيم جيولا عام 952، في القسطنطينية. وعلى النقيض من ذلك، فإن أمير المجر الكبير غيزا (970 – 997) قد عُمِّد وفقًا للطقوس اللاتينية. أمر غيزا ببناء الحصون ودعا المحاربين الأجانب إلى تطوير جيش جديد من الفرسان يعتمد على أسلحة من النوع الثقيل. دبَّر الأمير غيزا أيضًا زواج ابنه إسطفان مع الأميرة جيزيلا من بافاريا وهي من عائلات الأباطرة الرومان المقدسين.
عندما توفي الأمير غيزا عام 997، اضطر ابنه إلى القتال من أجل خلافته ضد كوباني، دوق سومجي، الفرد الأكبر من سلالة أرباد. وبمساعدة من الفرسان الألمان إلى جانب أسلحتهم الثقيلة، حقق إسطفان النصر في المعركة الحاسمة عام 998. فيما بعـد، قدَّم إسطفان طلبًا للحصول على التاج الملكي من البابا سلفستر الثاني، الذي وافق على منحه التاج شريطة أن يهزم الإمبراطور أوتو الثالث.

## العواقب
مع وفاة أندراس الثالث، انقرضت سلالة الذكور من عائلة أرباد، ونتج عن ذلك نشوء فترة من الفوضى السياسية. تُوُّج كارولي روبرت بلقب الملك المؤقت، لكن العديد من اللوردات والأساقفة قد رفضوا الخضوع له لأنهم اعتبروه مثالًا على محاولات الكرسي الرسولي للسيطرة على مملكة المجر. ثم انتخبوا الملك لازلو البالغ من العمر اثنا عشر عامًا من سلالة بيلا الرابع من المجر من جهة الأم. لكن هذا الملك الشاب لم يستطع تعزيز موقفه لأن العديد من اللوردات وخاصة أولئك الذين كانوا يملكون أراضٍ في المنطقة الجنوبية من المملكة، لكن استمر الملك المؤقت كارولي روبرت بدعمه. غادر فاكلاف المجر للذهاب إلى بوهيميا في منتصف عام 1304. ولاحقّا، بعد أن ورث عرش بوهيميا عام 1305، تخلَّى فاكلاف عن مطالبه بالسيطرة على المجر لصالح أوتو الثالث، دوق بافاريا.
تُوِّج أوتو، حفيد بيلا الرابع ملك المجر، بلقب الملك، ولكن لم يُعتبر بأنه ملك شرعي إلا من قِبَل الكوزيغيس والالترانسلفانيين الساكسونيين. وقد أُمسك به في ترانسيلفانيا من قِبَل لازلو خان، الذي أجبره على مغادرة المجر. انتخب معظم اللوردات والأساقفة كارولي روبرت لمنصب الملك في البرلمان في 10 أكتوبر عام 1307. وقد تُوِّج الملك مع تاج المجر المُقدس (القديس ستيفان) في زيكيسفرفير من قِبَل رئيس أساقفة إسزترغوم، كما ينصّ القانون العرفي، في 27 أغسطس عام 1310. وخلال العقد اللاحق، شُنَّت سلسلة من الحملات العسكرية ضد الأوليغارك بهدف استعادة السلطة الملكية. استعاد كارولي روبرت المملكة بعد وفاة اللورد الأكثر قوة، ماتيوس كساك، ما أتاح له الفرصة لغزو مقاطعة كساك الكبيرة في شمال شرق المجر عام 1321.